# Laurie Colwin
Laurie Colwin, née le 14 juin 1944 et morte le 24 octobre 1992 à Manhattan, est une romancière et nouvelliste américaine.

## Biographie
Laurie Colwin est new-yorkaise, elle publie sa première nouvelle dans le New Yorker alors qu'elle n'a que vingt-quatre ans. En une trentaine d'années, elle publiera aussi bien des recettes de cuisine que des romans ou des recueils de nouvelles. Femme aux dons et aux intérêts multiples, elle a traduit du yiddish Isaac Bashevis Singer, a été chroniqueuse gastronomique et a travaillé dans l'édition, pour Mademoiselle (magazine), Allure (magazine) et Playboy. Elle meurt d'une crise cardiaque.
Laurie Colwin est très célèbre aux États-Unis, où les Américains l'ont adulée tant pour son style littéraire que pour son humour haut en couleur. 
Les Français ont dû attendre 1999 pour que Frank et Billy soit traduit, mais l'engouement de la presse et le bouche à oreille favorable ne vont pas tarder à faire d'elle une auteur culte en France.
Par ailleurs, bien que adoucie par le masque de l'humour, sa critique de la bourgeoisie, de la vie de couple, et par ce biais de la société ainsi que de leurs travers est acerbe.

## Œuvres
| Année | Titre                       | Type      | Titre original                              | Année publication |
| ----- | --------------------------- | --------- | ------------------------------------------- | ----------------- |
| 1999  | Frank et Billy              | Roman     | Another Marvellous Thing                    | 1982              |
| 1999  | Drôles d'oiseaux            | Nouvelles | Dangerous French Mistress and Other Stories | 1975              |
| 2000  | Accidents                   | Roman     | Shine on, Bright and Dangerous Object       | 1975              |
| 2001  | Une vie merveilleuse        | Roman     | Happy all the time                          | 1983              |
| 2002  | Comment se dire adieu ?     | Roman     | Goodbye without leaving                     | 1990              |
| 2004  | Une épouse presque parfaite | Roman     | Family Happiness                            | 1982              |
| 2005  | Famille, tracas et Cie...   | Roman     | A big storm knocked it over                 | 1993              |
| 2006  | Rien que du bonheur         | nouvelles | Passion and Affect                          | 1974              |
| 2008  | Intimités                   | Nouvelles | The Lone Pilgrim                            | 1981              |

## Articles
- Gourmet Magazine, article de Anna Quindlen : With Passion and Affect [2001] ¹
- Washington Post, article de Jonathan Yardley : Laurie Colwin: A Story Too Short but Still in Print [2003] ²
- Chocolateandzucchini, article de Clotilde : Laurie Colwin's Home Cooking [2006]³
- Télérama, article de Martine Laval : Adultère : le plouf ! Une nouvelle de Laurie Colwin [2008] ⁴
- Liratouva, article de Mango : Laurie Colwin: Frank et Billy [2009] ⁵
- BlogsMediapart, article de Christine Marcandier : Intimités, Laurie Colwin [2010] ⁶
- Lesoeuvresdeteklalneguib, article de Teklal Neguib : Critique de Laurie Colwin pour "Rien que du bonheur" [2011] ⁷
- Monclubdelecture, article de Meryl : Une vie merveilleuse - Laurie Colwin [2011] ⁸